# جون فليتشير (رجل أعمال)
جون فليتشير (بالإنجليزية: John Fletcher)‏ هو شخصية أعمال وكبير الإداريين التنفيذيين ومحاسب ورائد أعمال أسترالي، ولد في 5 أبريل 1951 في ملبورن في أستراليا.